# مارك كيلين
مارك كيلين (بالإنجليزية: Mark Killeen) هو ممثل بريطاني، ولد في القرن 20 في المملكة المتحدة.

## أعمال

### أفلام
- (2014)  نهوض إمبراطورية[4][5][6][7]

## وصلات خارجية
- مارك كيلين على موقع IMDb (الإنجليزية)
- مارك كيلين على موقع قاعدة بيانات الفيلم (الإنجليزية)